# Chevannes (Yonne)
Chevannes ist eine französische Gemeinde mit 2145 Einwohnern (Stand 1. Januar 2022) im Département Yonne in der Region Bourgogne-Franche-Comté; sie gehört zum Arrondissement  Auxerre und zum Kanton Auxerre-4.

## Geographie
Die Gemeinde liegt knapp südwestlich von Auxerre im Tal des Flusses Baulche (frz.: Ru de Baulche). Nachbargemeinden sind Villefargeau im Norden, Auxerre im Nordosten, Vallan im Westen, Gy-l’Évêque im Südosten, Escamps im Süden, Pourrain im Westen und Lindry im Nordwesten.

## Bevölkerungsentwicklung
| Jahr      | 1962 | 1968 | 1975 | 1982 | 1990 | 1999 | 2006 |
| Einwohner | 813  | 846  | 1143 | 1623 | 1901 | 1957 | 1973 |

## Sehenswürdigkeiten
- Kirche Saint-Pierre-Saint-Paul aus dem 16. Jahrhundert – Monument historique[1]